# Dunnington (Yorkshire du Nord)
Pour les articles homonymes, voir Dunnington.
Dunnington est un village et une paroisse civile du Yorkshire du Nord, en Angleterre. Il est situé à six kilomètres à l'est de la ville d'York, entre les routes A166 (en) et A1079 (en). Administrativement, il relève de l'autorité unitaire de la Cité d'York. Au recensement de 2011, il comptait 3 230 habitants.
Jusqu'en 1996, Dunnington relevait du district de Selby.

## Étymologie
Dunnington est un nom d'origine vieil-anglaise. Il est construit à partir de Duna ou Dunna, le nom d'un individu, avec les suffixes -ing et -tūn et désigne donc le domaine associé à Dun(n)a. Ce nom est attesté sous la forme Donniton dans le Domesday Book, à la fin du XIe siècle.